# Brimstage
Brimstage – wieś w Anglii, w hrabstwie ceremonialnym Merseyside, w dystrykcie metropolitalnym Wirral. Leży 10 km na południowy zachód od centrum Liverpool i 285 km na północny zachód od Londynu. W 2001 miejscowość liczyła 100 mieszkańców.